# Хали Бейли
Хали Лин Бейли (на английски: Halle Lynn Bailey) е американска певица, текстописка и актриса. Тя е известна като част от музикалния дует Chloe x Halle със сестра си Клоуи Бейли, които заедно получават пет номинации за наградите „Грами“ през 2018 г. Известна е с ролята си на Скайлър Форстър в телевизионния ситком Grown-ish, който получава номинация за поддържаща роля в комедиен сериал на NAACP Image Awards през 2020 г. Тя участва в игралната адаптация на „Малката русалка“, който е базиран на едноименния анимационен филм.

## Биография
Хали Лин Бейли е родена на 27 март 2000 г. и израства в Мейбълтън, Джорджия с по-голямата си сестра Клоуи Бейли, по-късно се преместват в Лос Анджелис в средата на 2012 г. Сестрите започват да пеят, след която Клоуи изпълнява „Мери има агънце“, докато майка им върши домакинската работа. Те също започват да пишат собствените си песни, учат се да свирят на инструменти чрез уроци в YouTube.
Докато живее в Джорджия, Бейли изиграва множество актьорски роли като във филма „Радостен шум“ (2012), която започна актьорската си кариера на 3-годишна възраст, и телевизионния филм „Нека да блести“ (2012) на Дисни. Двете сестри основаха свой YouTube канал на 11 и 13-годишна възраст, с кавър на песента Best Thing I Never Had на Бионсе. Тяхното първо видео, който е „вайръл“ е кавър от другите песни на Бионсе – Pretty Hurts. Те първоначално изпълняваха като дуета Chloe x Halle, докато качват кавъри на различни поп песни в техния канал. Дуетът направи дебюта си в токшоуто, когато са поканени в „Шоуто на Елън“ през 2012 г. През 2013 г. сестрите Бейли спечелиха петия сезон на Radio Disney's The Next Big Thing, докато се участваха в малки роли в сериала „Остин и Али“, където изпълняват песента Unstoppable през септември.
На 3 юли 2019 г. „Дисни“ съобщава, че Бейли ще изиграе Принцеса Ариел в предстоящия игрален римейк на „Малката русалка“ на режисьора Роб Маршъл.

## Вдъхновения
Музикалните вдъхновения на Бейли идват от джаза, докато слуша Били Холидей в ранните си години. Тя забеляза, че певицата е една от най-големите ѝ вдъхновения чрез нейните вокали. В допълнение на певческата ѝ кариера, тя свири на китара.

## Личен живот
Хобитата на Бейли са плуването, бягането и карането на колело, както и изработването на обеци с мъниста и огърлици, които започва да продава в Etsy през април 2021 г., през май осиновява котка, която кръщава Посейдон. Бейли живее в Лос Анджелис, Калифорния със сестра си. През декември 2021 г. има връзка с рапъра и ютюбър DDG.